# Miasto metropolitalne Turyn
Miasto metropolitalne Turyn (wł. Città metropolitana di Torino) – miasto metropolitalne we Włoszech, z siedzibą zlokalizowaną w Turynie.
Weszło w życie 8 kwietnia 2014 i zastąpiło prowincję Turyn.
Liczba gmin: 312.